# Sugar Rush (canción)
«Sugar Rush» es una canción de la banda femenina japonesa AKB48. Fue publicada el 30 de octubre de 2012 en la banda sonora original de la película animada de Disney Wreck-It Ralph.

## Historia
La canción fue escrita para la película de animación Wreck-It Ralph producida por Walt Disney Animation Studios, y fue elegida como tema de clausura
de las versiones en todos los idiomas.

## Créditos
La letra es de Yasushi Akimoto, y la música de Jamie Houston.
La canción es interpretada por 10 integrantes de AKB48: Tomomi Itano, Yuko Oshima, Yuki Kashiwagi, Rina Kawaei, Haruna Kojima, Mariko Shinoda, Haruka Shimazaki, Minami Takahashi, Jurina Matsui, Mayu Watanabe.

## Videoclip
El video musical es dirigido por la fotógrafa y directora japonesa Mika Ninagawa. Fue estrenado el 29 de octubre de 2012, en el estreno mundial de la película, que tuvo lugar en Los Ángeles.

## Listas
| Chart (2013)                  | Mejor posición |
| ----------------------------- | -------------- |
| Billboard Japan Hot Animation | 11             |